# Theope caecina
Theope caecina is een vlinder uit de familie van de prachtvlinders (Riodinidae). De wetenschappelijke naam van de soort is voor het eerst geldig gepubliceerd in 1878 door Godman & Salvin.